# Tolmomyias
A Tolmomyias a madarak (Aves) osztályának verébalakúak (Passeriformes) rendjébe és a királygébicsfélék (Tyrannidae) családjába tartozó nem.

## Rendszerezésük
A nemet Carl Edward Hellmayr osztrák ornitológus írta le 1927-ben, az alábbi fajok tartoznak ide:
- Tolmomyias poliocephalus
- sötétszemű levéltirannusz (Tolmomyias assimilis)
- Tolmomyias traylori
- Tolmomyias sulphurescens
- Tolmomyias flaviventris
- Tolmomyias viridiceps[1] vagy Tolmomyias flaviventris viridiceps[2]